# بیمارستان ولی عصر (فنوج)
بیمارستان ولیعصر بیمارستانی است درمانی واقع در شهر فنوج در استان سیستان و بلوچستان وابسته به دانشگاه علوم پزشکی ایرانشهر است.